# Dysdera iguanensis
Dysdera iguanensis là một loài nhện trong họ Dysderidae.
Loài này thuộc chi Dysdera. Dysdera iguanensis được Jörg Wunderlich miêu tả năm 1987.